# Cadillac Sixty Special
O Cadillac Sixty Special é um automóvel sedan de grande porte da Cadillac.